# Emmochliophis
Emmochliophis is een geslacht van slangen uit de familie toornslangachtigen (Colubridae) en de onderfamilie Dipsadinae.

## Naam en indeling
De wetenschappelijke naam van de groep werd voor het eerst voorgesteld door Thomas H. Fritts en Hobart Muir Smith in 1969. Er zijn twee soorten.

### Soorten
Het geslacht omvat de volgende soorten, met de auteur en het verspreidingsgebied.
| Naam                  | Auteur               | Verspreidingsgebied |
| --------------------- | -------------------- | ------------------- |
| Emmochliophis fugleri | Fritts & Smith, 1969 | Ecuador             |
| Emmochliophis miops   | Boulenger, 1898      | Ecuador, Colombia   |

## Verspreiding en habitat
De slangen komen voor in delen van Zuid-Amerika en leven in de landen Ecuador en Colombia. De habitat bestaat uit vochtige tropische en subtropische laaglandbossen.

## Beschermingsstatus
Door de internationale natuurbeschermingsorganisatie IUCN is aan beide soorten een beschermingsstatus toegewezen. Emmochliophis fugleri wordt gezien als 'onzeker' (Data Deficient of DD) en Emmochliophis miops wordt beschouwd als 'ernstig bedreigd' (Critically Endangered of CR).